# Стигнєєва Людмила Іванівна
Людмила Іванівна Стигнєєва (Стігнєєва) (1923 — ?) — українська радянська діячка, головний лікар Коломийської інфекційної лікарні Івано-Франківської області. Депутат Верховної Ради УРСР 6—7-го скликань.

## Біографія
Освіта вища медична.
З 1946 року — лікар Космацької селищної лікарні Яблунівського району Станіславської (тепер — Івано-Франківської) області. Потім працювала у Яблунівській районній лікарні Станіславської області.
З кінця 1940-х років — лікар станції швидкої допомоги, дільничний лікар у місті Коломиї, а з 1960-х років — головний лікар Коломийської інфекційної лікарні Івано-Франківської області.
Працювала лектором Коломийського міського відділення товариства «Знання».

## Нагороди
- значок «Відмінник охорони здоров'я СРСР»